# Heidi Kyrö
Heidi Johanna Kyrö (Kemi, 8 gennaio 1978) è una cantante finlandese.

## Biografia
Heidi Kyrö è salita alla ribalta nel 1993 con la sua incoronazione a regina al festival del tango finlandese Seinäjoen Tangomarkkinat. Il suo album di debutto eponimo è uscito l'anno successivo ed è stato certificato disco d'oro con oltre 35.000 copie vendute a livello nazionale; i due album successivi, Tykkään susta (1995) e Rakkauden palapeli (1996), hanno ottenuto lo stesso riconoscimento e venduto rispettivamente 24.000 e 20.000 copie. Inoltre, Raukkaden palapeli è stato il primo ingresso della cantante nella classifica nazionale, dove ha raggiunto la 32ª posizione. L'album con il migliore piazzamento in classifica di Heidi Kyrö è però Tuut maa rakastamaan, che nel 1998 ha raggiunto il 22º posto e le ha regalato il suo quarto disco d'oro. La cantante ha inoltre a suo nome un ingresso nella classifica dei singoli con Jäätelösuudelma, che ha debuttato alla 17ª posizione nel 1999.
Nel 2017 Heidi Kyrö ha iniziato a lavorare come conduttrice radiofonica presentando i programmi del mattino per Yle Radio Suomi Hämeenlinna. L'anno successivo è stata uno dei giurati al Seinäjoen Tangomarkkinat, il festival di tango nel quale aveva vinto venticinque anni prima. Nel 2019 ha partecipato al programma canoro di MTV3 Tähdet, tähdet.

## Discografia

### Album
- 1994 - Heidi Kyrö
- 1995 - Tykkään susta
- 1996 - Rakkauden palapeli
- 1998 - Tuut mua rakastamaan
- 1999 - Portti sydämeen
- 2001 - Teit sen taas
- 2006 - Irtiotto
- 2011 - Maja

### Raccolte
- 1997 - Parhaat
- 2004 - Sinä, minä, hän - Kaikki parhaat

### EP
- 2013 - Uutta, vanhaa - Ja jotain sinistä

### Singoli
- 1993 - Mä miksi lähtenyt en silloin
- 1993 - Syksy/Harhakuvia (con i Souvarit)
- 1994 - Sun suomineitos oon/Fillarikesä
- 1995 - Tykkään susta
- 1996 - Ethän suremaan jää
- 1996 - Minä ja Alex
- 1997 - Tuu bailaamaan
- 1998 - C'est la vie
- 1998 - Joulu josta uneksin
- 1998 - Päivänvaloon
- 1999 - Kanssasi jokainen aamu/Aurinkoon
- 1999 - Jäätelösuudelma
- 1999 - Portti sydämeen
- 2001 - Kevät
- 2003 - Sinä, minä, hän
- 2004 - Aina vaan (con i Just)
- 2005 - Irtiotto
- 2010 - Tokyo Metro
- 2011 - Murheellisia aamuja
- 2011 - Maja
- 2015 - James Bond
- 2015 - Leikkipuistossa
- 2015 - Lumiukko
- 2018 - Hienot päivät
- 2019 - Long Train Runnin'
- 2019 - Hooray, Hooray, It's a Holi-Holiday
- 2019 - Eternal Flame
- 2020 - Loppuelämä